# Пекар
Пекар — працівник хлібопекарного виробництва, фахівець з випікання хліба та хлібобулочних виробів.

## Професійні функції
До професійних функцій пекаря відносяться:
- Випікання хліба та хлібобулочних виробів.
- Замішування тіста, визначення його готовності до випікання.
- Контроль процесу випікання. Регулювання руху пічного конвеєра.
- Визначення готовності виробів.

## Пекар у Класифікаторі професій ДК 003:2010
У 2010 році розроблено Національний класифікатор України ДК 003:2010 «Класифікатор професій», затверджений наказом Держспоживстандарту України від 28.07.2010 № 237, який набрав чинності з листопада 2010 року. В цьому класифікаторі професій представлена і професія пекаря.
| Код КП | Професійна назва роботи              |
| ------ | ------------------------------------ |
| 7412   | Пекар                                |
| 8274   | Пекар комплексно-механізованої лінії |
| 8274   | Пекар-майстер                        |